# タンポポ (ハロー!プロジェクト)
タンポポは、ハロー!プロジェクトに所属していた女性歌手グループ。
モーニング娘。から誕生した最初の「グループ内ユニット」であり、モーニング娘。とは違った女性らしさを感じさせる楽曲で新たな人気を獲得した。花の「タンポポ」らしく目立つことはないが、地道で地に根を張った活動をした。
この項では『チャンプル①〜ハッピーマリッジソングカバー集〜』発売を機に結成されたタンポポ#についても記述する。
2018年3月のひなフェスで1期メンバー3人が再集結し2曲を歌唱した。

## メンバー

### 第1期
- 石黒彩
- 飯田圭織
- 矢口真里

### 第2期
- 飯田圭織
- 矢口真里
- 石川梨華
- 加護亜依

### 第3期
- 石川梨華
- 柴田あゆみ
- 紺野あさ美
- 新垣里沙

## 歴史
在籍メンバー構成毎の時代に分けて記述する。

### 結成
1998年10月、石黒彩、飯田圭織、矢口真里で結成。
矢口真里はモーニング娘。2期メンバー3人の中からオーディションで選ばれた。
ユニット名を決めた時に候補に挙がった他の名前は次の通りである。
- ライラック
- 3/8
- 3HIPS
- スーパーマン3
- クレイ
- CRAY
- スーマン
- スーパーマンション単騎
- ナイトギャル
- 高級マンション(略さないで下さい)
- ホステス
- チャームベイベー
- トリプルージュ
- ナインティンナインティンナイン
- 大中小
- LMS
- 6cups
- スーパースリーヒップス
- あくび

### 石黒彩・飯田圭織・矢口真里　時代
初めは「セクシー」路線であったが、第3シングル「たんぽぽ」で、健やかで清々しいイメージに路線変更した。この代表曲「たんぽぽ」は元々アルバムの『TANPOPO 1』に収録されていたが、評判が良かったため、シングルカットされた曲である（その後も「たんぽぽ」はセルフカバーされ、『All of タンポポ』では、歴代メンバー全員バージョンとなった）。
第4シングル「聖なる鐘がひびく夜」は石黒の最後のCD（初期タンの最後のCD）となった。

### 飯田圭織・矢口真里　時代
2000年1月、石黒彩卒業。楽曲の変更が無い為、1.5期と呼ばれる。
進学のため、石黒が脱退。一時期、タンポポは2人体制になる。「解散か?新曲が出るのか?」と心配された時期もあったが、毎週ラジオのレギュラーの「タンポポ畑でつかまえて」や、ニッポン放送系全国ネット「中澤裕子のallnightnippon SUPER!」内の内包番組「タンポポの今夜も満開」で、存在をアピールしていた。コンサートでも2人バージョンで曲披露をしている。

### 飯田圭織・矢口真里・石川梨華・加護亜依　時代
2000年6月、石川梨華、加護亜依が加入。2期（2期タン）と呼ばれる。
2000年5月にモーニング娘。に4期メンバーが加入。その中より石川、加護が加入。タンポポは4人体制になった。「乙女 パスタに感動」では再びイメージチェンジを行い、ガールズポップ路線になった。その後タンポポは、この路線で活躍することになった。ラジオでも上述の「タンポポの今夜も満開!」に続き、同年10月にはTBSラジオで「タンポポ編集部OH-SO-RO!」の放送が開始される。2001年11月発売の「王子様と雪の夜」はグループとして初のオリコンチャート1位を獲得した。2002年8月には石川を除くメンバーの総入れ替えが決定し、同年9月に飯田・矢口・加護が卒業。また同月にはアルバム『All of タンポポ』が発売された。

### 石川梨華・紺野あさ美・新垣里沙・柴田あゆみ　時代
2002年9月、グループ再編成で、石川梨華、紺野あさ美、新垣里沙、メロン記念日の柴田あゆみの4人体制となる。
グループ再編で石川だけを残し、モーニング娘。の5期メンバーより紺野、新垣、そしてメロン記念日より柴田が加入した。再編直後に「BE HAPPY 恋のやじろべえ」が発売された。その後シングル等は出ず、コンサート・ラジオ番組のみでの活動になった。2003年9月、唯一の活動であったラジオ番組「タンポポ編集部OH-SO-RO!」も終了した。
2007年夏に行われた『Hello! Project 2007 Summer 10th アニバーサリー大感謝祭〜ハロ☆プロ夏祭り〜』では矢口真里・石川梨華・新垣里沙・柴田あゆみの4人で「たんぽぽ」が歌われた。
2009年1月31日-2月1日に行われた『Hello! Project 2009 Winter 決定! ハロ☆プロ アワード'09 〜エルダークラブ卒業記念スペシャル〜』において飯田圭織・矢口真里・石川梨華・紺野あさ美・新垣里沙・柴田あゆみというその時点でハロー!プロジェクトに在籍する歴代全メンバーによって「たんぽぽ」が歌われた。
2009年3月31日、エルダークラブ全メンバーのハロー!プロジェクトからの卒業に伴いハロー!プロジェクトに在籍するメンバーが新垣里沙だけになった。
2009年4月中旬、ハロー!プロジェクトの公式サイトから詳細なプロフィールが消滅した。

### その後
2025年3月28日、過去にリリースした全楽曲を翌29日より各サブスクリプション型（定額制）音楽ストリーミングサービスで配信開始することを発表。

## 音楽

### シングル
1. ラストキッス（1998年11月18日）（編曲・小西貴雄）
  - カップリング：時間よ止まれ （編曲・高橋諭一 ＆ LH Project）
2. Motto（1999年3月10日）（編曲・河野伸）
  - カップリング：愛の唄（編曲・小西貴雄）
3. たんぽぽ（1999年6月16日）（編曲・小西貴雄）
  - カップリング：A Rainy Day（編曲・山内薫）
4. 聖なる鐘がひびく夜（1999年10月20日）（編曲・小西貴雄）
  - カップリング：聖なる鐘がひびく夜（featuring Iida）、聖なる鐘がひびく夜（featuring Ishiguro）、聖なる鐘がひびく夜（featuring Yaguchi）
5. 乙女 パスタに感動（2000年7月5日）（編曲・永井ルイ）
  - カップリング：私の顔（編曲・前嶋康明）
6. 恋をしちゃいました!（2001年2月21日）（編曲・渡部チェル）最大のヒットシングル
  - カップリング：BABY CRY（編曲・高橋諭一）
7. 王子様と雪の夜（2001年11月21日）（編曲・永井ルイ）最初で最後のオリコンチャート1位獲得曲
  - カップリング：年末年始の大計画（編曲・鈴木Daichi秀行）
8. BE HAPPY 恋のやじろべえ（2002年9月26日）（編曲・永井ルイ）
  - カップリング：やるときゃやらなきゃ女の子（編曲・鈴木俊介）

1 - 4は、飯田、石黒、矢口、5 - 7は、飯田、矢口、石川、加護、8は、石川、柴田、紺野、新垣

### アルバム
1. TANPOPO 1（1999年3月31日）
2. All of タンポポ（2002年9月4日）
3. プッチモニ／タンポポ　メガベスト（2008年12月10日）

### DVD
1. タンポポ シングルVクリップス 1（2004年6月16日）

## 書籍

### 写真集
- タンポポPhoto Book（2001年7月5日 ワニブックス） ISBN 9784847026546

## 出演

### ラジオ
- タンポポ畑でつかまえて（1999年10月9日 - 2000年3月25日、ニッポン放送）
- タンポポの今夜も満開（2000年3月30日 - 2001年4月12日、ニッポン放送 モーニング娘。中澤裕子のallnightnippon SUPER!内）
- Be@t B@by!!タンポポ編集部 OH-SO-RO!→火曜Junk タンポポ編集部 OH-SO-RO!（2000年10月3日 - 2003年9月23日、2002年4月よりタイトル変更。TBSラジオ）

## タンポポ#

### メンバー
- 亀井絵里 （モーニング娘。）
- 光井愛佳 （モーニング娘。）
- 熊井友理奈 （Berryz工房）
- 岡井千聖 （℃-ute）

### 略歴
2009年
- 6月16日、つんく♂が自身のブログで7月15日発売のカバーアルバム『チャンプル①〜ハッピーマリッジソングカバー集〜』に「赤いスイートピー」のカバー参加で合わせて結成を発表。
- 7月19日-8月9日、ハロー!プロジェクトのコンサートツアー『Hello! Project 2009 SUMMER 革命元年 〜Hello! チャンプル〜』では、オリジナル曲「アンブレラ」を引っさげて登場した[3]。
- 12月2日に発売された『プッチベスト10』に「アンブレラ」が収録された。

2010年
- 1月5日-24日、ハロー!プロジェクトのコンサートツアー『Hello! Project 2010 WINTER 歌超風月 〜シャッフルデート〜』に出演。「王子様と雪の夜」、「アンブレラ」を披露した。
- 7月18日-8月8日、ハロー!プロジェクトのコンサートツアー『Hello! Project 2010 SUMMER 〜ファンコラ!〜』に出演。「アンブレラ」（名古屋夜公演）、「たんぽぽ」（中野昼公演）を披露した。
- 12月15日、亀井絵里がモーニング娘。とハロー!プロジェクトを卒業、芸能活動を無期限休止。

2011年
- 1月2日-23日、ハロー!プロジェクトのコンサートツアー『Hello! Project 2011 WINTER 〜歓迎新鮮まつり〜』に出演。「絶対解ける問題 X=♥」（A-1公演）、「デコボコセブンティーン」（A-2公演）を披露した。

2012年
- 5月18日、光井愛佳がモーニング娘。を卒業。

2015年
- 3月3日、熊井友理奈、Berryz工房の無期限活動休止、ならびにハロー!プロジェクトを卒業。

2017年
- 6月12日、岡井千聖が℃-ute解散、ハロー!プロジェクトを卒業。

2018年
- 11月3日、光井愛佳が所属事務所との専属マネージメント契約を終了、ならびにハロー!プロジェクトを卒業、芸能界を引退。

2019年
- 4月26日、岡井千聖が無期限の芸能活動休止。

2020年
- 4月30日、岡井千聖が芸能界引退。